# Borek (Stráž)
Borek (německy Wurken) je vesnice, část městyse Stráž v okrese Tachov v Plzeňském kraji. Nachází se asi čtyři kilometry jižně od Stráže. Prochází zde silnice II/195. Borek leží v katastrálním území Borek u Tachova o rozloze 4,46 km². V katastrálním území Borek u Tachova leží i Valcha.

## Historie
První písemná zmínka o vsi pochází z roku 1379.

## Přírodní poměry
Vesnicí leží na jihozápadním okraji přírodního parku Valcha a protéká jí Čaňkovský potok.

## Obyvatelstvo
| Rok            | 1869 | 1880 | 1890 | 1900 | 1910 | 1921 | 1930 | 1950 | 1961 | 1970 | 1980 | 1991 | 2001 | 2011 | 2021 |
| -------------- | ---- | ---- | ---- | ---- | ---- | ---- | ---- | ---- | ---- | ---- | ---- | ---- | ---- | ---- | ---- |
| Počet obyvatel | 180  | 170  | 184  | 170  | 199  | 196  | 165  | 60   | 47   | 43   | 23   | 20   | 20   | 42   | 37   |
| Počet domů     | 31   | 31   | 34   | 34   | 35   | 35   | 34   | 25   | 25   | 9    | 7    | 8    | 8    | 16   | 9    |

## Obecní správa
Při sčítání lidu v letech 1850–1960 Borek byl samostatnou obcí v okrese Tachov. V letech 1961–1979 byl částí obce Bernartice v okrese Tachov. Od 1. ledna 1980 je částí městyse Stráž v okrese Tachov. V letech 1850–1960 k obci patřila Valcha.

## Galerie

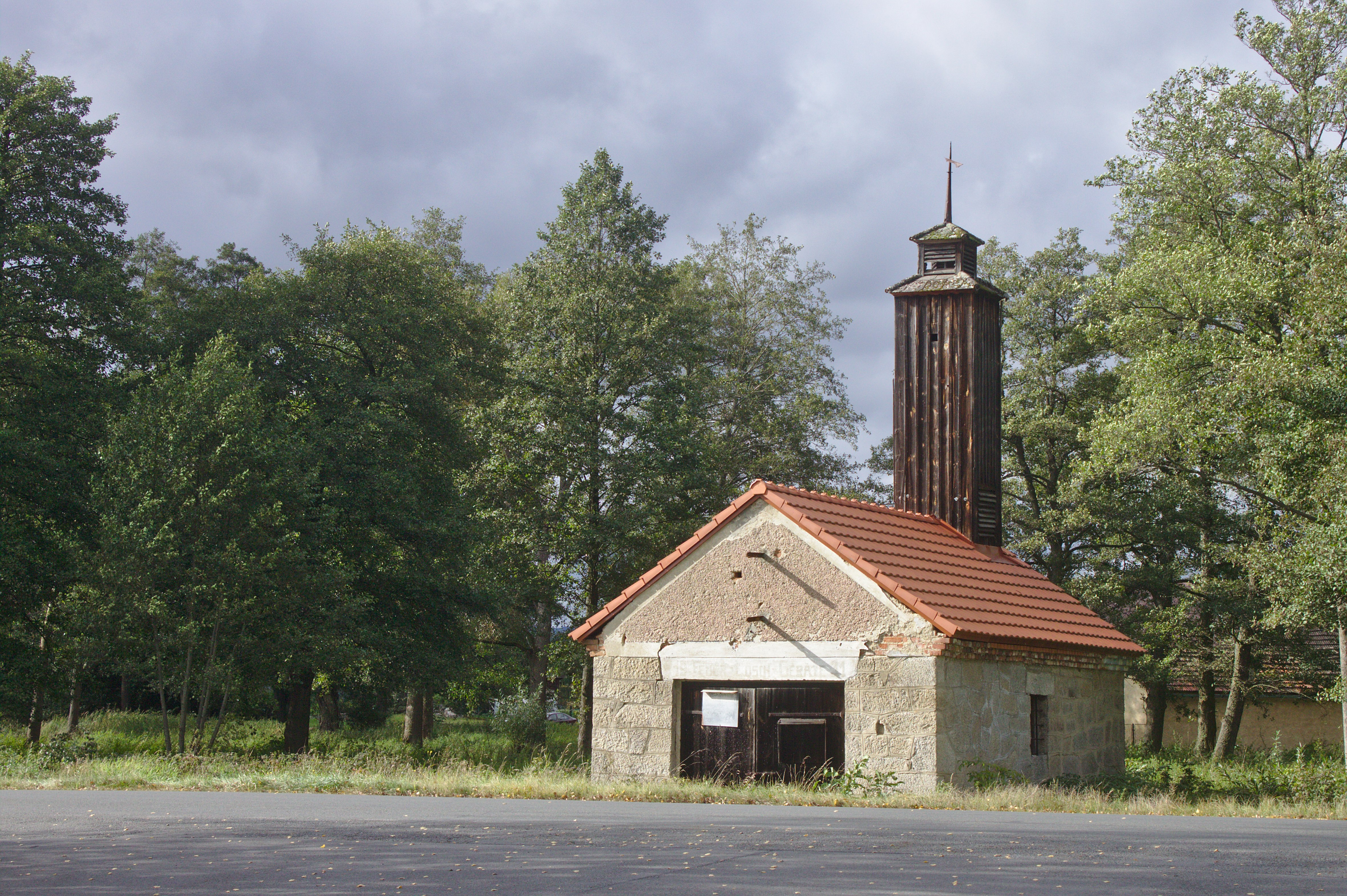
Hasičská zbrojnice
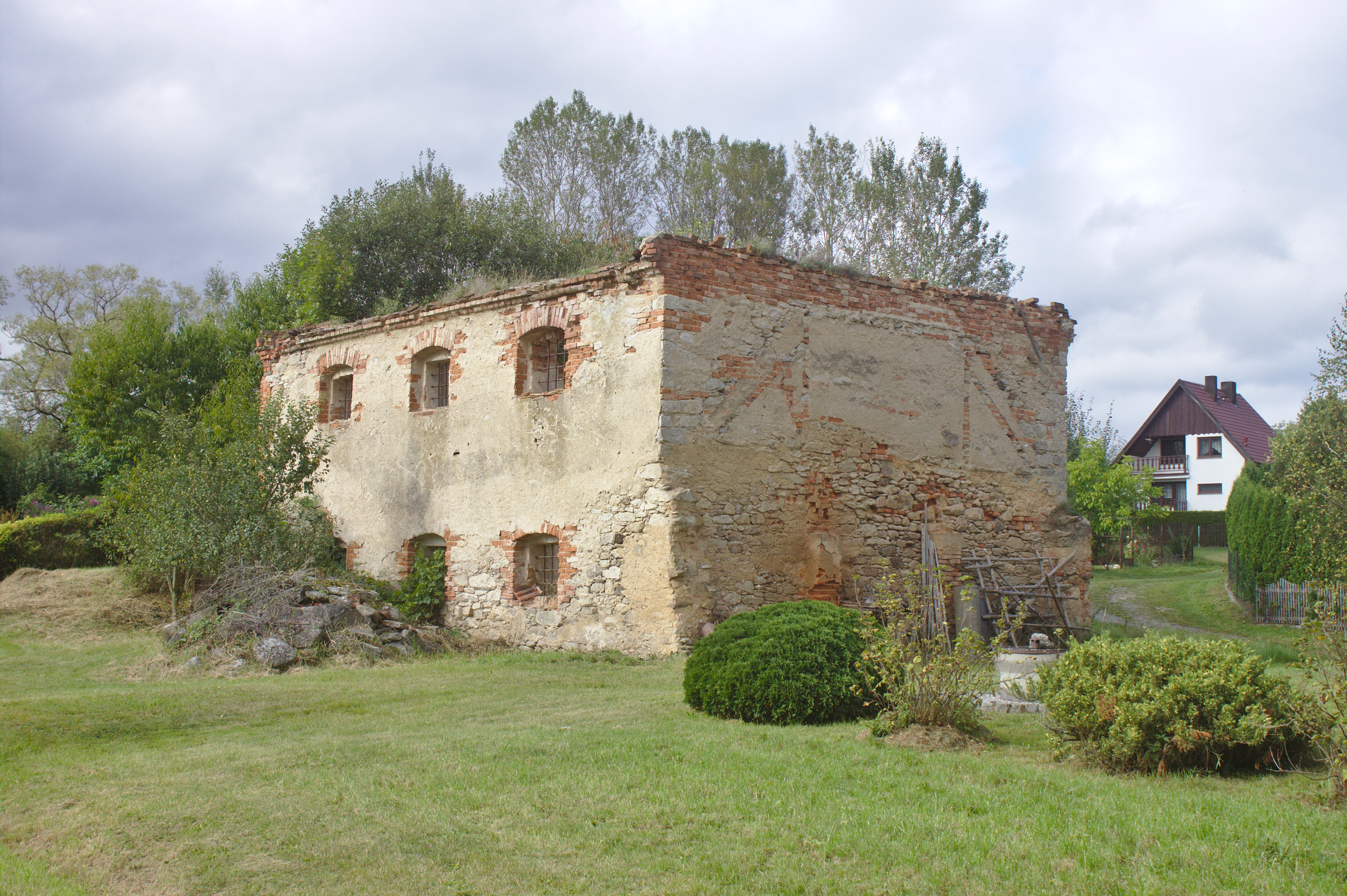
Zřícenina sýpky
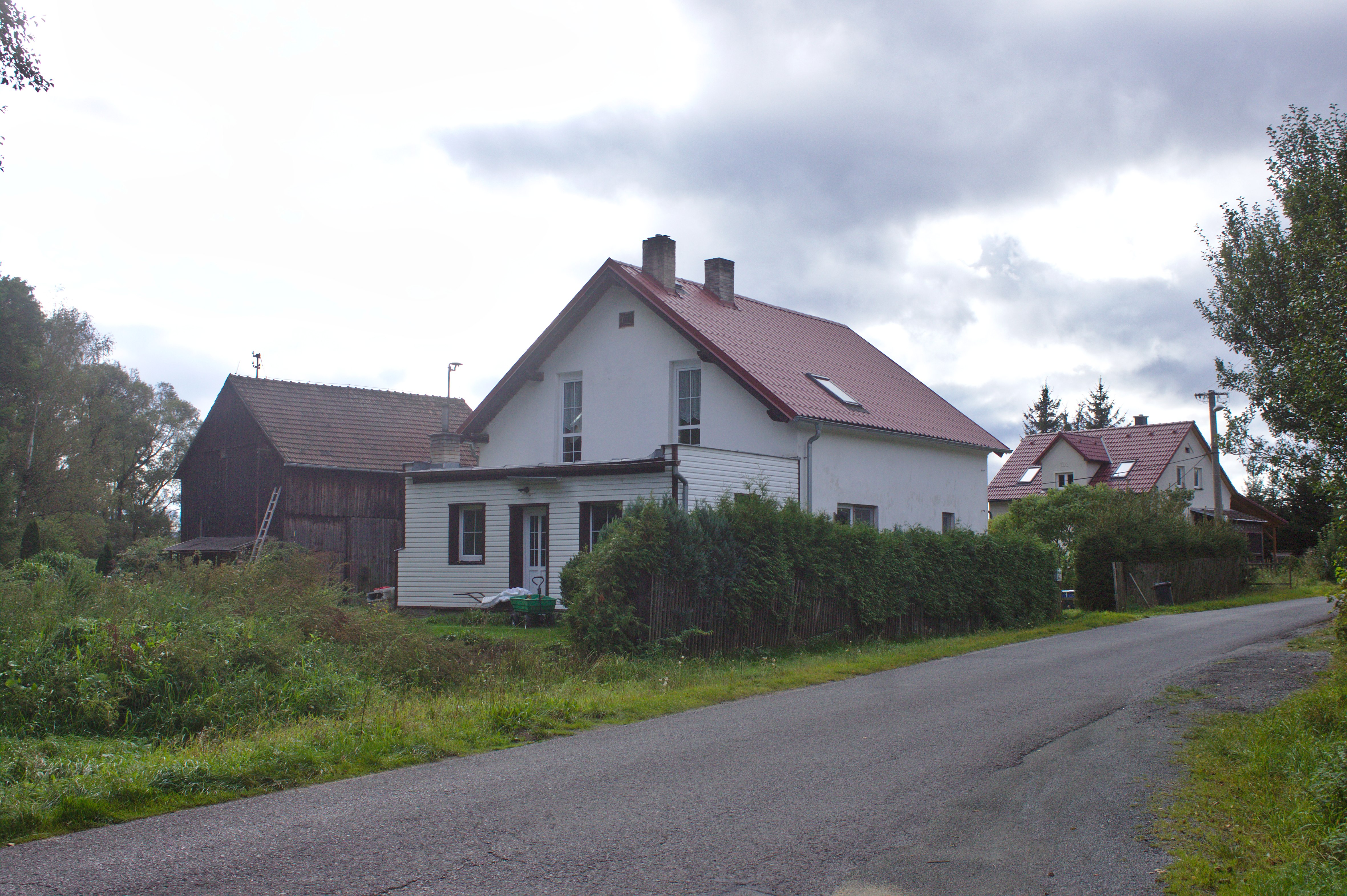
Domy